# 全黑尖棘鯛
全黑尖棘鯛（學名：Howella brodiei）為輻鰭魚綱鱸形目鱸亞目尖棘鯛科的一種，為深海魚類，分布於東太平洋美國加州中部至智利、西南太平洋澳洲及紐西蘭海域，深度100-1829公尺，體長可達7.6公分，棲息在中層水域，會進行垂直性洄游，生活習性不明。

## 擴展閱讀
維基物種上的相關：全黑尖棘鯛